# Die Läusemutter
Die Läusemutter ist eine deutsche Comedy-Fernsehserie des Video-on-Demand-Anbieters Joyn und des Fernsehsenders Sat.1. Die Serie handelt von der alleinerziehenden Mutter Hannah Weihrauch und ihrer Elternarbeit an einer Grundschule. Sie ist eine Adaption der mehrfach ausgezeichneten niederländischen Serie De Luizenmoeder des Senders AVROTROS.
Die erste Staffel wurde am 18. Juni 2019 und die zweite am 10. Juni 2021 auf Joyn veröffentlicht.

## Besetzung
| Schauspieler       | Rolle                      | Folgen                            | Jahr(e)         | Bemerkungen                                |
| Hauptdarsteller    | Hauptdarsteller            | Hauptdarsteller                   | Hauptdarsteller | Hauptdarsteller                            |
| ------------------ | -------------------------- | --------------------------------- | --------------- | ------------------------------------------ |
| Pina Kühr          | Hannah Weihrauch           | 1.01–2.10                         | 2019–2021       | alleinerziehende Mutter, Kinderpsychologin |
| Petra Nadolny      | Doris Schmidt              | 1.01–2.10                         | 2019–2021       | Elternbeiratsvorsitzende                   |
| Alexander Schubert | Anton P. Immelmann         | 1.01–2.10                         | 2019–2021       | Schulleiter                                |
| Michael Kessler    | Stefan Müller              | 1.01–2.10                         | 2019–2021       | Vater von Elba und Canaria                 |
| Nadja Zwanziger    | Kimberly „Kim“ Scheuermann | 1.01–2.10                         | 2019–2021       | Mutter von Youandi                         |
| Tanya Erartsin     | Mel Öztürk                 | 1.01–2.10                         | 2019–2021       | Mutter von Shanaya                         |
| Isabella Schmid    | Ursula Bosch               | 1.01–2.10                         | 2019–2021       | Mutter von Pia                             |
| Antje Widdra       | Anke Knapp                 | 1.01–2.10                         | 2019–2021       | Klassenlehrerin der 2./3. Klasse           |
| Andreas Birkner    | Walter Weimann             | 1.01–2.10                         | 2019–2021       | homosexueller Vater                        |
| Jerry Kwarteng     | Jerome Fischer             | 1.01–2.10                         | 2019–2021       | homosexueller Vater                        |
| April Hailer       | Inge Bach                  | 1.01–2.10                         | 2019–2021       | Klassenlehrerin der 4. Klasse              |
| Tobias van Dieken  | Volker Bader               | 1.02–2.09                         | 2019–2021       | Hausmeister, ehemaliger Soldat             |
| Elmira Rafizadeh   | Esma                       | 2.01–2.10                         | 2021            | Mutter von Hamudi                          |
| Nebendarsteller    |                            |                                   |                 |                                            |
| Clemens Giebel     | Markus Pohl                | 1.04, 1.07                        | 2019            | Ex-Mann von Hannah, Ex-Partner von Amelie  |
| Martin Armknecht   | Gernot Kreuzfeld           | 1.05, 1.07–1.08, 1.10, 2.04, 2.10 | 2019–2021       | Mitarbeiter des Trägervereins              |

## Ausstrahlung und Produktion
| Staffel | Episoden | Video-On-Demand | Fernsehen (Pay-TV)        | Fernsehen (Free-TV)                                            | DVD           |
| ------- | -------- | --------------- | ------------------------- | -------------------------------------------------------------- | ------------- |
| 1       | 10       | 18. Juni 2019   | 2. Februar – 1. März 2020 | 7. – 14. Februar 2020 (1–4) 25. Februar – 10. März 2020 (5–10) | 13. März 2020 |
| 2       | 10       | 10. Juni 2021   |                           | 26. September 2021                                             |               |

Am 18. Juni 2019 veröffentlichte die Streaming-Plattform Joyn alle zehn Folgen der ersten Staffel. Die Free-TV-Ausstrahlung erfolgte ab dem 7. Februar 2020 auf Sat.1. Aufgrund von niedrigen Einschaltquoten wurde die Ausstrahlung nach der vierten Folge gestoppt. Sixx setzte die Ausstrahlung ab dem 25. Februar 2021 fort. Die Pay-TV-Ausstrahlung fand bereits vom 2. Februar bis zum 1. März 2020 auf Sat.1 emotions statt. Des Weiteren wurde die erste Staffel im Vertrieb der Universum Film GmbH am 13. März 2020 auf DVD veröffentlicht.
Bereits vor Veröffentlichung der ersten Staffel, wurde eine zweite Staffel in Auftrag gegeben. Von Ende Oktober 2018 bis Mitte März 2019 wurden die beiden Staffeln bzw. 20 Episoden gedreht. Während die zweite Staffel auf Joyn am 10. Juni 2021 veröffentlicht wurde, zeigte der Free-TV-Sender Sat.1 die komplette Staffel am 26. September 2021.

## Episodenliste

### Staffel 1
| Nr. (ges.)                                                     | Nr. (St.) | Originaltitel                 | Regie               | Drehbuch    |
| -------------------------------------------------------------- | --------- | ----------------------------- | ------------------- | ----------- |
| 1                                                              | 1         | Den Letzten beißen die Läuse  | Jan Albert de Weerd | Iris Kobler |
| 2                                                              | 2         | Wer ist hier der Boss?        | Jan Albert de Weerd | Iris Kobler |
| 3                                                              | 3         | Partiziparty                  | Jan Albert de Weerd | Iris Kobler |
| 4                                                              | 4         | Die Glanz Methode             | Jan Albert de Weerd | Iris Kobler |
| 5                                                              | 5         | König Winter rettet die Welt  | Jan Albert de Weerd | Iris Kobler |
| 6                                                              | 6         | Inklusion Exklusiv            | Jan Albert de Weerd | Iris Kobler |
| 7                                                              | 7         | Pullermann und Vorderpoeppes  | Jan Albert de Weerd | Iris Kobler |
| 8                                                              | 8         | Sonne – Mond und Zwerge       | Jan Albert de Weerd | Iris Kobler |
| 9                                                              | 9         | Die Löwen sind los            | Jan Albert de Weerd | Iris Kobler |
| 10                                                             | 10        | Ein Clown kommt selten allein | Jan Albert de Weerd | Iris Kobler |
| Am 18. Juni 2019 wurden alle Episoden auf Joyn veröffentlicht. |           |                               |                     |             |

### Staffel 2
| Nr. (ges.)                                                     | Nr. (St.) | Originaltitel                        | Regie               | Drehbuch    |
| -------------------------------------------------------------- | --------- | ------------------------------------ | ------------------- | ----------- |
| 11                                                             | 1         | Safety First                         | Jan Albert de Weerd | Iris Kobler |
| 12                                                             | 2         | Super-Es                             | Jan Albert de Weerd | Iris Kobler |
| 13                                                             | 3         | Und wenn sie nicht gestorben sind... | Jan Albert de Weerd | Iris Kobler |
| 14                                                             | 4         | Holy Shit                            | Jan Albert de Weerd | Iris Kobler |
| 15                                                             | 5         | Callboy und Indianer                 | Jan Albert de Weerd | Iris Kobler |
| 16                                                             | 6         | Mopsgesicht                          | Jan Albert de Weerd | Iris Kobler |
| 17                                                             | 7         | Eine Laus geht auf Reisen            | Jan Albert de Weerd | Iris Kobler |
| 18                                                             | 8         | Bob, der Bär                         | Jan Albert de Weerd | Iris Kobler |
| 19                                                             | 9         | Ans Kreuz genagelt                   | Jan Albert de Weerd | Iris Kobler |
| 20                                                             | 10        | Die Königin dankt ab                 | Jan Albert de Weerd | Iris Kobler |
| Am 10. Juni 2021 wurden alle Episoden auf Joyn veröffentlicht. |           |                                      |                     |             |